# Bassène Mandouard
Pour les articles homonymes, voir Bassène (homonymie) et Mandouard (homonymie).
Bassène Mandouard est un village du Sénégal situé en Basse-Casamance, à proximité de la frontière avec la Gambie. Il fait partie de la communauté rurale d'Oulampane, dans l'arrondissement de Sindian, le département de Bignona et la région de Ziguinchor.
Lors du dernier recensement (2002), la localité comptait 64 habitants et 9 ménages.